# Tanzila Khan
Tanzila Khan é uma activista dos direitos dos deficientes do Paquistão, autora e fundadora do Girlythings, um aplicativo móvel que entrega absorventes higiênicos para mulheres com deficiência. Khan concentra-se em aumentar a consciencialização e o acesso à saúde reprodutiva e à educação, especialmente para pessoas com deficiência. Ela escreveu vários livros sobre o assunto, bem como deu palestras públicas e seminários.

## Trabalho
Khan publicou o seu primeiro livro com apenas 16 anos, usando os lucros para financiar projetos comunitários na sua área. Ela escreveu as seguintes obras:
- "Uma História do México"
- "A situação perfeita"

## Prémios
Khan ganhou os seguintes prémios pelo seu activismo:
- Jovem Conector do Futuro (Instituto Sueco)
- Jovem Líder (Women Deliver)
- Prémio Khadija tul Kubra (prémio nacional)
- Campeão Juvenil em Rise Up (Packard Foundation)
- Six-two Changemaker de 2018